# 五番町夕霧楼 (1963年の映画)
『五番町夕霧楼』（ごばんちょうゆうぎりろう）は、1963年11月1日公開の日本映画。水上勉原作、佐久間良子主演、田坂具隆監督。東映東京撮影所製作、東映配給。

## 概要
金閣寺放火事件を題材とした水上勉の同名小説を原作に、田坂具隆監督が女の性をあくまでも美しく、哀しく映像化。薄幸の女を佐久間良子が熱演し演技派として認められ代表作とした。

## あらすじ
貧しいがゆえに京都・五番町の遊廓に売られた夕子は、傷つき苛まれながら肉体に潜む魔性に目覚めていく。

## キャスト
- 片桐夕子：佐久間良子
- 櫟田正順：河原崎長一郎
- 酒前伊作：進藤英太郎
- かつ枝：木暮実千代
- 久子：丹阿弥谷津子
- 敬子：岩崎加根子
- 照千代：木村俊恵
- 雛菊：霧島八千代
- 紅葉：清水通子
- 団子：谷本小夜子
- きよ子：安城百合子
- 松代：標滋賀子（しめぎ しがこ）
- お新：赤木春恵
- おみね：岸輝子
- 片桐三左衛門（夕子の父）：宮口精二
- 夕子の母：風見章子
- 菊市：北原しげみ
- 三田看護婦：山本緑
- 国木はん：東野英治郎
- 勇はん：小林寛
- フーさん：河合絃司
- 鳳閣寺和尚：千田是也
- 鳳閣寺寺男／燈全寺寺男：織田政雄
- 燈全寺役僧1：相馬剛三
- 竹末甚造：千秋実

## スタッフ
- 監督：田坂具隆
- 製作：大川博
- 脚色：鈴木尚之、田坂具隆
- 企画：岡田茂、亀田耕司、矢部恒
- 撮影：飯村雅彦
- 音楽：佐藤勝
- 美術：森幹男
- 編集：長沢嘉樹
- 録音：内田陽造
- 照明：川崎保之丞
- スチル：加藤光男

## 製作経緯

### 企画
1963年の『人生劇場 飛車角』で、東映の任侠映画路線の端緒を開いた当時の東映東京撮影所（以下、東撮）所長・岡田茂（のち、同社社長）が、同作品に於いて「東映に新しい路線を作るのだ。君なら出来る」と、飛車角の情婦おとよに佐久間良子を抜擢し、佐久間は初の汚れ役に挑み、それまでの清純派の殻を突き破った。佐久間の体当たり演技を見た岡田は、脚本家の鈴木尚之が持ち込んできた『五番町夕霧楼』のヒロインに佐久間を起用すれば当たると確信し本作を企画した。北大路欣也を現代劇で売り出すため最初に挙がった企画と書かれた文献もある（北大路の現代劇初出演は同年の『海軍』）。しかし『米』（1957年）など、東映の文芸作品は出来はよくても興行的には振るわないと決め付けられ、営業、興行の全てから猛反対された。当時営業部長だった親友の今田智憲が会いに来て中止を進言するほどだった。ヒット作が一本もなかった東撮を若手監督を抜擢してギャング映画や任侠映画で立ち直らせたとはいえ、社運を賭けた文芸大作の製作に岡田自身、本作はプロデューサーとしての真価を問われる、映画人生の岐路に立つ作品だと覚悟した。「お客が入らなかったらプロデューサーをやめる」とまで言って回りを押し切り、大川博社長に「これまで会社に儲けさせて来たじゃないですか、私には確信があります。営業の連中とは捉え方が違います。これだけは是が非でも認めて下さい」と迫り、大川も岡田の熱意に押され渋々ゴーサインを出した。

### 撮影
岡田は本作で佐久間をエロチシズムの世界に引き込もうと狙い、佐久間演じる夕子が遊郭に売られて、西陣織元の旦那・甚造（千秋実）に初めて抱かれる佐久間の裸のシーンを売り物にしようと考えていた。東映ニューフェイスの水着審査を拒否したという伝説を持つ清純派の濡れ場があればヒットすること間違いない、清純で通っていた佐久間の女優としての処女を破ってもらうには田坂具隆監督をおいて他にはいないと直感が働いた。田坂はきめ細かい演出で女優に信頼されていた。脚色には鈴木尚之を起用。しかし濡れ場のシーンを田坂が拒否したら企画そのものを流すつもりでいた。田坂に「佐久間を裸にして欲しい」と頼んだが、田坂は「裸はやらない。僕はそれの専門じゃないからね」と渋った。しかし「配給収入に関わるから一歩も引かないよ」と粘り、田坂が根負けして了解した。田坂は佐久間を裸にせず、千秋実に抱かれるシーンを長襦袢の佐久間が右手の親指を噛みながら、布団の中で身をよじらせ、顔を左右に揺り動かすという演出を行った。これだけでも映倫が問題視し「エロチックな連想を呼ぶ」という理由でカットを要求された。しかし田坂は「このシーンは、この映画のテーマである女の悲しい性を表現するものだ」とカットを拒否した。岡田も田坂に同調して徹底的に抗戦し、結果クローズアップを半分に短縮するという条件で収まった。このカット騒ぎが格好の事前宣伝になり、同作はこの年の年間興行成績8位にランクされる大ヒットを記録した。田坂は、ときには佐久間に演出意図を書いた原稿を渡して、役の心をつかむように指導した。
『人生劇場 飛車角』でおとよを演じた際は、鶴田浩二と一つの床の中に入ってのラブシーンで、緊張のあまりガタガタ震えていたという噂がまことしやかに伝えられた佐久間だったが、本作のロケを終え、帰って来たときには、開口一番「夕子が水あげするところまで済ませたわ」とケロリと話し、その変貌ぶりを誰よりも喜んだのが岡田で、「佐久間くんはようやく演技者として一つの壁を破った。これからは彼女の主演作品を考えなくてはなるまい」と話した。佐久間は女の性と禁じられた愛の哀しみを見事に演じきり、本格女優への道を切り拓いた。
吃音の青年僧を演じた河原崎長一郎の演技も注目を浴びた。また、千秋実、東野英治郎、進藤英太郎、千田是也、宮口精二、木暮実千代、岩崎加根子、丹阿弥谷津子といったベテランたちが、がっちり脇を固めて若い二人を助けた。

### セット
東撮内に京都・五番町遊郭の町並みを正確に再現した巨大のオープンセットが組まれた。原作者の水上勉も撮影所を訪問したが、同時期大映も水上原作の『越前竹人形』を若尾文子主演で撮影中で、五番町組も競争心をかきたてられた。また夕子の出身地という設定の京都府与謝郡伊根町でロケを行っている。

## 評価

### 興行成績
徹頭徹尾エロで売りまくる宣伝が当たり、大ヒット。佐久間良子の人気を高めたばかりか東映の現代劇の基盤を不動のものにした。映画評論家から「佐久間良子は女優として一番成長した。左幸子とか若尾文子とかみんな結婚して、独身でこれから大女優になれるという素質に一番近いところに佐久間が来た。東映でも全然純な女優だったそうだが、『飛車角』で急に上手くなって『五番町』で女優開眼した。三田佳子なんか抜いちゃった」などと評した。

## 影響
本作は京の廓の内情を初めて公にした作品としても話題を呼んだ。売春婦を扱った映画は『夜の女たち』『肉体の門』『赤線基地』『赤線地帯』『洲崎パラダイス赤信号』『太夫さん』『赤線の灯は消えず』など古くから数多く製作された。しかしそれらの映画は売春婦の生態を描くもので、性行為の場面を見せ物にした映画ではなかった。本作と左幸子主演・今村昌平監督の日活『にっぽん昆虫記』の大ヒット以降、スポーツ新聞の芸能欄に連日のように女優のセミヌードや男女の愛欲シーンの写真が掲載されるようになった。この二作に翌年公開された『砂の女』（勅使河原プロ製作、東宝配給）の性描写が話題を呼び、各社、セックスを扱う映画が量産された。当時の低調な映画業界にとってはエロ・ブームなる福の神であった。同じ東映の佐久間のライバル・三田佳子の初主演映画『廓育ち』や、日活『肉体の門』、松竹『にっぽん・ぱらだいす』などが、このエロ・ブームによって製作された。また1964年に入るとピンク攻勢の傾向がいっそう激しくなり、特に大映は若尾文子主演『「女の小箱」より 夫が見た』、滝瑛子主演『芸者学校』、江波杏子主演『殺られる前に殺れ』とスタジオ3つの全てでお色気映画を製作した。この流れから「悪役映画」、「エロ・残酷ブーム」、「パンパン映画」などと呼ばれる映画が増えた。
"ピンク映画"第一号が何かは諸説あるが、鈴木義昭は『五番町夕霧楼』と本作の2週間後に封切った左幸子の裸を売り物にした『にっぽん昆虫記』を"ピンク映画"第一号と論じている。この二作品は興行、評価面でも真っ向から激突した。その成功に目をつけた邦画五社は、競い合いながらエロチシズムを売りものにした映画を量産した。
岡田茂は同じ水上勉の『飢餓海峡』を企画した後、1964年2月、東映京都撮影所（以下、京撮）所長に復帰し京撮のリストラと平行して時代劇から任侠映画路線に転換させていったが、同じ水上勉原作、佐久間良子主演で『越後つついし親不知』（1964年、今井正監督）や『湖の琴』（1966年、田坂具隆監督）、三田佳子主演『四畳半物語 娼婦しの』（1966年、成澤昌茂監督）などを製作し女性文芸路線も敷いた。
岡田は、世界の映画の流行から、エロが商売になることを早くから気付き、この『五番町夕霧楼』を皮切りに『二匹の牝犬』、『くノ一忍法』、『四畳半物語 娼婦しの』などエロティシズム要素を含んだ映画を撮らせた後、1960年代後半にメジャー映画初のピンク映画／東映ポルノ参入に至り、『大奥(秘)物語』や『大奥絵巻』、テレビドラマ『徳川の夫人たち』（NET）にも佐久間を主演させたが、この流れに於いて、浅草の有名すき焼き店「いろは」をモデルにした小幡欣治の戯曲『あかさたな』の映画化タイトルを『妾二十一人 ど助平一代』に変更し、主演の佐久間を号泣させた。佐久間は自身の将来に不安を感じテレビに活躍の中心を移した。1960年代後半から1970年代にかけての東映は、岡田が極端な男性重視路線を敷いたため、東映の専属女優は作品的に恵まれず、佐久間を始め、三田佳子や大原麗子、小川知子、多岐川裕美といった東映出身の女優はテレビに活躍の場を移し大きな成功を収めた。
このようなズレはあったものの、佐久間は「田坂監督の厳しい教えがなければ、またそれを見守って下さった岡田社長との出会いがなければ、今の私はまた違った生き方をしていたと思います」と感謝の言葉を述べ、岡田の葬儀・告別式でも弔辞を読んだ。
佐久間は当たり役である本作の薄幸のヒロインイメージを長く製作サイドからも、ファンからも求められ、葛藤した時期があったと述べている。

## 受賞歴
- 第37回キネマ旬報ベスト・テン第3位
- 第14回ブルーリボン賞男優助演賞（河原崎長一郎）
- サンケイ新聞社シルバースター主演女優賞（佐久間良子）
- 京都市民映画祭主演女優賞（佐久間良子）

## 同時上映
『おかしな奴』
- 主演：渥美清 / 監督：沢島忠 / 脚本：鈴木尚之